# بهرام سیاره
بهرا سیاره (۱۳۲۳، شهرضا - ۲۰ مرداد ۱۳۹۰، شهرضا) شاعر طنزپرداز معاصر ایرانی بود. تخلص وی «پریش» بود.
سبک اشعارش آمیخته‌ای از اصفهانی و عراقی است و خمیر مایهٔ کلامش توحید، عاشقانه زیستن، آزادگی و بی‌نیازی است. در سروده‌هایش از مضمون‌های ابداعی و تازه به سبک غزل با همهٔ ترکیب‌ها بهره گرفته‌است ابتکار تازهٔ پریش سرودن اشعار فولکلور است که بسیار مورد علاقهٔ مردم بوده و هست.
بهرام فرزند قاسم سیاره یکی دیگر از شعرای شهرضا است. تخلص قاسم سیاره «آشفته» بود. این پدر و پسر در یک روز و به فاصله سه ساعت (نخست پسر و سپس پدر) از دنیا رفتند.

## نمونه اشعار
عشق را بی معرفت معنا مكن

عشق را بی معرفت معنا مكن            زر نداری مشت خود را وا مكن
گر نداری دانش تركيب رنگ              بين گلها زشت يا زيبا مكن
خوب ديدن شرط انسان بودن است      عيب را در اين و آن پيدا مكن
دل شود روشن ز شمع اعتراف           با كس ار بد كرده ای حاشا مكن
ای كه از لرزيدن دل آگهی                هیچ كس را هیچ جا رسوا مكن
زر بدست طفل دادن ابلهی ست          اشك را نذر غم دنيا مكن
پيرو خورشيد يا آئينه باش                هرچه عريان ديده ای افشا مكن
ای بس آبادی که بوم یوم شد             بر سر یکمشت گل دعوا مکن
چون خدا بر تو خدائی میکند            اضطراب از روزی فردا مکن
متحد گردید و طوفان شد نسیم            دوستی با بی‌سر و بی‌پا مکن
پشت بر محراب دل کردن خطاست       قامتت را جای دیگر تا مکن
چون بشمعی میرسی پروانه باش         وز نگاه این آن پروا مکن
پیش بیرنگان که مست حیرتتند            گر دورنگی میکنی با ما مکن
گر زآب  برکه  میترسی پریش            دعوی غواصی دریا مکن

قدر مادر
اوی بِچا قدر نه نا را بدونید/هوچ زمون با نه نه دون قهر نکنید
بچه تا مادِر دارِد غم ندارِد/با مادِر زندگی ماتم ندارد
همه وقت اونا بالا بالاش بنشونید/تاختی وخزید جا نومازشا پهن کنید
یه دعاشون تا خداتون می‌برد/اگه بفهمی تا کجادون می‌برد؟
منا اینجا یه دعا اوردِسُم/از خدا هر چی کو خواستم دادِسُم
بکنید کار که توقع ندارِد/خنده مادِر غما از دل می‌برد
مادِرس کو حق آب و گل دارِد/با نه نه ش هر بچه مُونگ دل دارد